# Ašvaganda
Ašvaganda (Withania somnifera) je lekovita biljka koja se često koristi u ajurvedskoj medicini i tradicionalnoj indijskoj medicini. Ova biljka, poznata i kao „indijski ginseng” ili „zimzelena”, potiče iz Indije, ali se takođe može naći i u drugim delovima Azije, kao i u Africi.
Evo nekoliko karakteristika i opisa ašvagande:
1. Izgled: Ašvaganda je višegodišnja biljka koja može da naraste do visine od oko 30-150 cm. Njene male cvetove možete naći u različitim bojama, uključujući zelenu, belu, žutu i crvenu.
2. Listovi: Listovi ašvagande su eliptični i tamnozeleni. Imaju karakterističan miris koji podseća na konja, što je i razlog za ime ašvaganda, što na sanskritu znači „miris konja”.
3. Koren: Koren ašvagande je najvažniji deo biljke i koristi se u medicinske svrhe. Koren je debeo i mesnat, sličan korenu đumbira. On se često suši i koristi za pravljenje praha, tinktura ili čaja.
4. Lekovita svojstva: Ašvaganda je poznata po svojim adaptogenim svojstvima, što znači da može pomoći organizmu da se nosi sa stresom i promenama okoline. Takođe se smatra da ima antioksidativne, antiinflamatorne i imunomodulatorne osobine. Koristi se za poboljšanje opšteg zdravlja, jačanje imunog sistema, smanjenje stresa i anksioznosti, povećanje energije i poboljšanje kvaliteta sna.
5. Upotreba: Ašvaganda se može konzumirati u različitim oblicima, uključujući kapsule, prah, čajeve i tinkture. Doziranje i način upotrebe zavise od individualnih potreba i preporuka stručnjaka za ajurvedsku medicinu.

Ašvaganda je postala sve popularnija i van Indije zbog svojih potencijalnih zdravstvenih koristi.